# Municipio de Wyard
El municipio de Wyard (en inglés: Wyard Township) es un municipio ubicado en el condado de Foster en el estado estadounidense de Dakota del Norte. En el año 2010 tenía una población de 63 habitantes y una densidad poblacional de 0,69 personas por km².

## Geografía
El municipio de Wyard se encuentra ubicado en las coordenadas 47°27′3″N 99°12′49″O / 47.45083, -99.21361. Según la Oficina del Censo de los Estados Unidos, el municipio tiene una superficie total de 91.52 km², de la cual 89,6 km² corresponden a tierra firme y (2,1 %) 1,92 km² es agua.

## Demografía
Según el censo de 2010, había 63 personas residiendo en el municipio de Wyard. La densidad de población era de 0,69 hab./km². De los 63 habitantes, el municipio de Wyard estaba compuesto por el 100 % blancos. Del total de la población el 0 % eran hispanos o latinos de cualquier raza.